# William Denton Cox
William Denton Cox (1883 – 15 de abril de 1912) foi um mordomo de terceira classe a bordo do RMS Titanic, que morreu enquanto levava grupos de passageiros de terceira classe a botes salva-vidas durante o naufrágio.
Cox era de Southampton e foi transferido do RMS Olympic para o Titanic. Durante o naufrágio, Cox escolheu dois grupos de mulheres e crianças de terceira classe para os botes, assessorado pelos mordomos John Edward Hart e Albert Victor Pearcey. Cox foi visto pela última vez entrando na terceira classe para resgatar um terceiro grupo.
Seu corpo foi encontrado pelo navio CS Mackay-Bennet e levado a Halifax, listado como o corpo Nº 300. Ele está enterrado no Cemitério de Fairview, em Halifax, Nova Escócia.